# Saint-Martin-en-Haut
Saint-Martin-en-Haut là một xã thuộc tỉnh Rhône trong vùng Auvergne-Rhône-Alpes phía đông nước Pháp. Xã này nằm ở khu vực có độ cao trung bình 730 mét trên mực nước biển.